# Candarave
Candarave – miasto w Peru, w regionie Tacna, stolica prowincji Candarave. W 2008 liczyło 2 086 mieszkańców.